# Sommer-Paralympics 2016/Teilnehmer (Botswana)
| stlisierte Goldmedaille | stlisierte Silbermedaille | stlisierte Bronzemedaille |
| ----------------------- | ------------------------- | ------------------------- |
| —                       | —                         | —                         |

Botswana entsandt einen Athleten zu den Paralympischen Sommerspielen 2016 in Rio de Janeiro, den Leichtathleten Keatlaretse Mabote. Dieser trat im 400m-T12-Lauf an und schied nach dem Vorlauf aus. Er konnte entsprechend keine Medaille gewinnen.

## Teilnehmer nach Sportart

### Leichtathletik
| Männer             |          |           |   |               |               |               |               |               |               |               |
| Keatlaretse Mabote | 400m T12 | 51,33 sek | 3 | ausgeschieden | ausgeschieden | ausgeschieden | ausgeschieden | ausgeschieden | ausgeschieden | ausgeschieden |